# Résolution 43/177 de l'Assemblée générale des Nations unies
La résolution 43/177 est une résolution de l'Assemblée générale des Nations unies du 15 décembre 1988 dans laquelle l'Assemblée générale des Nations unies reconnaît la proclamation de l'État de Palestine et l'usage de la désignation « Palestine », en référence à l'Organisation de libération de la Palestine (OLP), au sein des Nations unies. En outre, l'Assemblée affirme la nécessité pour le peuple palestinien d'exercer sa souveraineté sur les territoires occupés en 1967 par Israël. La résolution est intitulée « 43/177. Question de Palestine ».
La résolution rappelle la résolution 181, dite Plan de partage de la Palestine, qui constitue la base juridique d'un État arabe et d'un État juif. Un lien est établi entre la proclamation de l'État de Palestine, la résolution 181 et les droits des Palestiniens.
Il s'agit en fait de la reconnaissance internationale de l'État de Palestine, bien qu'il soit encore occupé et qu'il ne soit pas encore admis en tant que membre de l'ONU. Peu après la résolution, une centaine d'États reconnaissent officiellement la Palestine, dont beaucoup par l'intermédiaire de l'ONU.
Au cours de la même réunion, la résolution 43/176 (en) est adoptée, appelant à la tenue d'une conférence internationale de paix et affirmant des principes pour la réalisation d'une paix globale. Seuls Israël et les États-Unis s'opposent à une conférence de paix, en insistant plutôt sur des négociations bilatérales. Les résolutions 43/176 et 43/177 sont largement soutenues par les ONG du monde entier.